# Alger (departement)

Departementet Algers uträckning 1934-1955.

Alger var det mellersta departementet i franska Algeriet från 1848 till 1962.
1901 hade det en yta på 171 057 km2 och 1 640 985 invånare. Bland städerna
märktes huvudstaden Alger samt Blidah, Médéa,
Miliana, Tenès och Orléansville.

## Källa
Den här artikeln är helt eller delvis baserad på material från Nordisk familjebok, Alger, 1904–1926.